# 千泉州立公园
千泉州立公园（Thousand Springs State Park）是一个位于美國爱达荷州古丁县的公共休闲和自然保护区。该州立公园建于2005年。

## 公园內部
比林斯利溪
比林斯利溪（Billingsley Creek）曾經是一個牧场，于2001年被聯邦政府收购。 比林斯利溪单元总面积286英畝（116公頃） 。 
Earl M. Hardy Box Canyon Springs 自然保护区
这片350-英畝（140-公頃）的自然保护区由大自然保护协会开发，该协会于1999年购买了该地，然后在2016年將該土地移交給愛荷華州。
马拉德峡谷
马拉德峡谷（Malad Gorge）是由马拉德河形成的一个250-英尺-deep（76-）的峡谷。
尼亚加拉温泉（Niagara Springs）
當地是一個美国国家自然地标。
里特岛（Ritter Island）